# 白糠テレビ中継局
白糠テレビ中継局（しらぬかテレビちゅうけいきょく）は、青森県上北郡六ヶ所村に置かれているテレビ中継局である。なお、ここではアナログ放送終了で廃止された泊中継局、かつて同じ六ヶ所村内に置かれていたNHK六ヶ所尾駮中継局とNHK六ヶ所戸鎖中継局についてもあわせて記載する。

## 白糠テレビ中継局

### デジタルテレビ放送
| リモコン 番号 | 放送局名         | チャンネル 番号 | 空中線 電力 | ERP | 偏波面   | 放送対象地域 | 放送区域 内世帯数 | 運用開始日      |
| ------------- | ---------------- | --------------- | ----------- | --- | -------- | ------------ | ----------------- | --------------- |
| 1             | RAB 青森放送     | 28              | 3W          | 24W | 水平偏波 | 青森県       | 1,636世帯         | 2010年 12月20日 |
| 2             | NHK 青森教育     | 16              | 3W          | 24W | 水平偏波 | 全国         | 1,636世帯         | 2010年 12月20日 |
| 3             | NHK 青森総合     | 26              | 3W          | 24W | 水平偏波 | 青森県       | 1,636世帯         | 2010年 12月20日 |
| 5             | ABA 青森朝日放送 | 32              | 3W          | 24W | 水平偏波 | 青森県       | 1,636世帯         | 2010年 12月20日 |
| 6             | ATV 青森テレビ   | 30              | 3W          | 24W | 水平偏波 | 青森県       | 1,636世帯         | 2010年 12月20日 |

- 所在地： 上北郡六ヶ所村泊（物見崎南方高地）[3]
- 放送区域： 六ヶ所村及び東通村の各一部[3]
- 2010年7月21日に予備免許が交付され[4][5]、10月下旬から試験電波を発射。12月16日に本免許が交付され[2]、12月20日に本放送を開始した[2]。なお、ATV及びABAはデジタル新局として設置された。

### アナログテレビ放送
| チャンネル 番号 | 放送局名     | 空中線電力 （映像/音声） | ERP （映像/音声） | 偏波面   | 放送対象地域 | 放送区域 内世帯数 | 運用開始日      |
| --------------- | ------------ | ------------------------ | ----------------- | -------- | ------------ | ----------------- | --------------- |
| 1               | RAB 青森放送 | 10W/2.5W                 | 70W/17.5W         | 垂直偏波 | 青森県       | -                 | 1968年 11月20日 |
| 3               | NHK 青森総合 | 10W/2.5W                 | 68W/17W           | 垂直偏波 | 青森県       | -                 | 1967年 12月1日  |
| 5               | NHK 青森教育 | 10W/2.5W                 | 62W/15.5W         | 垂直偏波 | 全国         | -                 | 1967年 12月1日  |

- 所在地： デジタルテレビ放送に同じ
- 2011年7月24日をもってすべて廃止された。なお、ATVとABAにはチャンネルが割り当てられていなかった。

## 泊テレビ中継局

### アナログテレビ放送
| チャンネル 番号 | 放送局名     | 空中線電力 （映像/音声） | ERP （映像/音声） | 偏波面   | 放送対象地域 | 放送区域 内世帯数 | 運用開始日      |
| --------------- | ------------ | ------------------------ | ----------------- | -------- | ------------ | ----------------- | --------------- |
| 4               | NHK 青森教育 | 100mW/25mW               | 200mW/51mW        | 水平偏波 | 全国         | -                 | 1967年 12月1日  |
| 6               | NHK 青森総合 | 100mW/25mW               | 200mW/50mW        | 水平偏波 | 青森県       | -                 | 1967年 12月1日  |
| 10              | RAB 青森放送 | 100mW/25mW               | 220mW/55mW        | 水平偏波 | 青森県       | -                 | 1968年 11月20日 |

- 所在地： 上北郡六ヶ所村泊（泊小学校北方高地）
- 2011年7月24日をもってすべて廃止された。なお、ATVとABAにはチャンネルが割り当てられていなかった。

## NHK六ヶ所尾駮テレビ中継局

### アナログテレビ放送
| チャンネル 番号 | 放送局名     | 空中線電力 （映像/音声） | ERP （映像/音声） | 偏波面   | 放送対象地域 | 放送区域 内世帯数 | 運用開始日      |
| --------------- | ------------ | ------------------------ | ----------------- | -------- | ------------ | ----------------- | --------------- |
| 45              | NHK 青森総合 | 10W/2.5W                 | - / -             | 水平偏波 | 青森県       | -                 | 1974年 11月15日 |
| 47              | NHK 青森教育 | 10W/2.5W                 | - / -             | 水平偏波 | 全国         | -                 | 1974年 11月15日 |

- 所在地： 上北郡六ヶ所村尾駮
- 2001年9月30日にすべて廃止された。なお、民放局にはチャンネルが割り当てられていなかった。

## NHK六ヶ所戸鎖テレビ中継局

### アナログテレビ放送
| チャンネル 番号 | 放送局名     | 空中線電力 （映像/音声） | ERP （映像/音声） | 偏波面   | 放送対象地域 | 放送区域 内世帯数 | 運用開始日      |
| --------------- | ------------ | ------------------------ | ----------------- | -------- | ------------ | ----------------- | --------------- |
| 44              | NHK 青森総合 | 500mW/125mW              | - / -             | 水平偏波 | 青森県       | -                 | 1974年 11月15日 |
| 46              | NHK 青森教育 | 500mW/125mW              | - / -             | 水平偏波 | 全国         | -                 | 1974年 11月15日 |

- 所在地： 上北郡六ヶ所村鷹架
- 1989年3月20日にすべて廃止された。なお、民放局にはチャンネルが割り当てられていなかった。